# Svalgen (Gärdserums socken, Småland)
Svalgen är en sjö i Åtvidabergs kommun i Småland och ingår i Storåns huvudavrinningsområde. Sjön har en area på 0,737 kvadratkilometer och ligger 61,2 meter över havet. Sjön avvattnas av vattendraget Könserumsån.

## Delavrinningsområde
Svalgen ingår i det delavrinningsområde (645246-152033) som SMHI kallar för Utloppet av Svalgen. Medelhöjden är 90 meter över havet och ytan är 7,08 kvadratkilometer. Räknas de 5 avrinningsområdena uppströms in blir den ackumulerade arean 52,32 kvadratkilometer. Könserumsån som avvattnar avrinningsområdet har biflödesordning 2, vilket innebär att vattnet flödar genom totalt 2 vattendrag innan det når havet efter 36 kilometer. Avrinningsområdet består mestadels av skog (69 %) och jordbruk (11 %). Avrinningsområdet har 0,73 kvadratkilometer vattenytor vilket ger det en sjöprocent på 10,3 %.